# 感性工学
感性工学（かんせいこうがく、英語: Kansei Engineering/Affective Engineering）とは、人間の感性という主観的で論理的に説明しにくい反応を、科学的手法によって価値を発見し、活用することによって社会に資することを目的とした学問である。人の心地を知る感性計測技術などを用いて、人の心や体の反応をものづくりに活かす学問とも言える。理系と文系の融合領域。

## 概要
ヒトの知性は、情緒的で感覚的な主観を重んじる側面と、論理的で分析的な客観を重んじる側面があり、前者は芸術やファッションデザインなどで発揮され、後者は科学や工学として展開した。それぞれの分野は専門化しているが、両者を結びつける分野が感性工学・感性科学といえる。
感性工学は個人または組織が提供する製品またはサービスにその有用性だけでなく、使用者の感性を予想して提供しようとするもので、広島大学の長町三生教授が創始したといわれている。
心地よい・楽しいといった人間の嗜好やフィーリングを分析・反映する手法として、ファジィ論理やカオス・フラクタル理論などがある。
日本で始まり世界へ伝わった比較的新しい技術工学で、日本では日本感性工学会が1998年より組織されている。
世界各国でも様々な大学、研究所で研究が行われている。スウェーデンのリンショーピング大学ではKansei Engineering Software（KESo）の開発も行われている。
明治時代の蚕糸専門学校がルーツの信州大学繊維学部（上田市）に世界初の「感性工学科」が創設された。
感性工学の手法を駆使することで、単なる未来ではなく、人々の暮らしをより良くかなえる「ミライ」を感性の力で実現したいと考え、この学問体系を、「感性『ミライ』デザイン学」とも定義できる。  ポストコロナのもの作りにおいては、感性を活用した商品の開発が一段と重要になってくると言える。
感性工学が関わっている製品の例として、消費者の好みに合わせた車のデザインや家具などが挙げられ、人々の生活に役立っている。